# Philippovich Tamás
Philippovich Tamás (Budapest, 1954. március 20. –) magyar színész.

## Életpályája
1976-ban végzett a Nemzeti Színház Stúdiójában, majd a Békés Megyei Jókai Színházban játszott. 1978-tól a Színház- és Filmművészeti Főiskola hallgatója volt. 1982-ben színészi diplomát szerzett Marton Endre osztályában. 1982 és 1987 között a szolnoki Szigligeti Színház tagja volt. 1987-tól szabadfoglalkozású színművészként szerepelt a Karinthy Színházban és a Pesti Vigadóban, 1989 óta Amerikai Egyesült Államokban él. A New York-i Magyar Színház művészeti vezetőjeként tevékenykedett.

## Fontosabb színházi szerepei
- Giulio Scarnacci – Renzo Tarabusi: Kaviár és lencse... Vietoris
- Arthur Miller: Az ügynök halála... Biff
- Viktor Vlagyimirovics Vinnyikov – Vlagyimir Kraht – Viktor Jakovlevics Tipot: Szabad szél... Filipp
- Vörösmarty Mihály: Csongor és Tünde... Tudós
- William Shakespeare: Szentivánéji álom... Zuboly
- Fejes Endre: Vonó Ignác... gróf Csatáry
- Örkény István: Sötét galamb... Csima
- Örkény István: Pisti a vérzivatarban... Pisti apja
- John Steinbeck: Egerek és emberek... Slim
- Neil Simon: Furcsa pár... Manolo
- Botho Strauss: Ó, azok a hipochonderek!... Vladimir
- Hubay Miklós – Ránki György – Vas István: Egy szerelem három éjszakája... Sándor
- Csurka István: Deficit... Z

## Filmek, tv
- Mephisto (1981)
- Janika
- Kutyaszív
- Hanna háborúja (1988)... András

## Rendezései
- Bolygó szerelem
- Irodalmi estek